# Manuel Theisen
Manuel René Theisen (* 13. Februar 1953 in München) ist emeritierter Universitätsprofessor für Betriebswirtschaftslehre an der Ludwig-Maximilians-Universität München. Er hatte an der dortigen Fakultät für Betriebswirtschaft von 1998 bis 2010 den Lehrstuhl für Allgemeine Betriebswirtschaftslehre, Betriebswirtschaftliche Steuerlehre und Steuerrecht inne.

## Leben

### Bildung im Sekundar- und Tertiärbereich
Der gebürtige Münchener besuchte ein neusprachliches Gymnasium und schloss seine Ausbildung zum Schreiner im Mai 1972 ab. Von September 1972 bis November 1976 studierte Theisen Betriebswirtschaftslehre und Rechtswissenschaften an der Universität Regensburg, die ihm den Diplom-Kaufmann verlieh. Von Januar 1977 bis Dezember 1986 war er Assistent am Lehrstuhl für Allgemeine Betriebswirtschaftslehre insbesondere Betriebswirtschaftliche Steuerlehre bei Gerd John. Theisen wurde im November 1980 bei Franz Jürgen Säcker und Horst Baumann zum Dr. iur. an der Freien Universität Berlin promoviert und habilitierte sich im Juli 1987 an der Universität Regensburg in Betriebswirtschaftslehre zum Dr. rer pol. habil. bei Gerd John und Gerhard Scherrer.

### Professuren
Von 1987 bis 1991 war Theisen Universitätsprofessor für Betriebswirtschaftliche Steuerlehre und Steuerrecht an der Universität Oldenburg in Niedersachsen und von 1991 bis 1998 an der Universität Mannheim in Baden-Württemberg. In Mannheim war er von 1995 bis 1997 Dekan der Betriebswirtschaftlichen Fakultät. Von April 1998 bis September 2010 forschte und lehrte Theisen für den Freistaat Bayern an der LMU München. Von 2008 bis 2009 war er dort Dekan der Fakultät für Betriebswirtschaft.

### Forschungsschwerpunkte
Theisen ist vor allem bekannt durch seine Beiträge zum Phänomen Konzern. Sein Buch Der Konzern gilt als Standardwerk. Weitere Forschungsschwerpunkte sind die rechtsformabhängige Besteuerung von Unternehmen, die steuerliche Belastung von Unternehmen im internationalen Vergleich, die Besteuerung verbundener Unternehmen, die Europäische Aktiengesellschaft (Societas Europaea oder SE), betriebswirtschaftliche Fragen der Konzernunternehmung sowie die Lehre vom wissenschaftlichen Arbeiten (Hodegetik). Sein Taschenbuch Wissenschaftliches Arbeiten ist einer der meistverkauften Ratgeber zum Verfassen von wissenschaftlichen Studienarbeiten, Aufsätzen und Dissertationen.
Von 1978 bis 2004 war er ständiger Mitarbeiter der Fachzeitschrift „Internationaler Betriebswirtschaftlicher Zeitschriftenreport“, Köln (1978–1980) / „Der Betrieb“, Düsseldorf (1980–2004). Zudem ist Theisen seit 2003 Begründer und Geschäftsführender Herausgeber der unabhängigen Fachzeitschrift Der Aufsichtsrat, die in der Handelsblatt Fachmedien GmbH erschien und vom Verlag Dr. Otto Schmidt weitergeführt wird. Weiterhin ist er bekannt für sein Engagement gegen Promotionsberatung und Betrug im Zusammenhang bei dem Erwerb von Doktortiteln.

### Sonstige Aktivitäten (Auswahl)
Theisen ist stark engagiert bei Fragen der Corporate Governance und einer der bekanntesten Corporate Governance-Experten in Deutschland. Er unterstützte das Reinhard-Mohn-Institut für Unternehmensführung und Corporate Governance an der Universität Witten/Herdecke, wo er als ständiger Gastprofessor für Corporate Governance & Corporate Law von 2008 bis 2012 tätig war. Von 1991 bis 2008 hatte er die uneingeschränkte Erlaubnis zur Besorgung fremder Rechtsangelegenheiten nach Art. 1 Abs. 1 Rechtsberatungsgesetz. Seit 1992 ist er ein vom Internationalen Schiedsgericht Wien bestellter Schiedsrichter in Steuersachen.

## Kritik
Als Dekan der Wirtschaftswissenschaftlichen Fakultät der [LMU München] unterband er 2008 die prüfungsrechtliche Anerkennung der Lehrveranstaltungen seines emeritierten Kollegen Friedrich Hanssmann, der zuvor 28 Jahre Lehrstuhlinhaber an der Fakultät war, nachdem diese als frauenfeindlich und rassistisch in der Süddeutschen Zeitung kritisiert worden waren. Dies wurde in der Öffentlichkeit teilweise als Zensur oder zumindest vorauseilender Gehorsam gegenüber der Presse wahrgenommen.

## Publikationen
- mit Edward Maguire: Verrechnungspreise bei Lizenzen und Dienstleistungen (= Münchener Schriften zum Internationalen Steuerrecht Heft 14), Verlag C.H. Beck, München 1990.
- mit Peter Betge (Hrsg.): Finanzierung und Besteuerung der Unternehmung und des Konzerns, Schäffer-Poeschel, Stuttgart 1991.
- (Hrsg.): Der Konzern im Umbruch. Organisation, Besteuerung, Finanzierung und Überwachung (= Schriftenreihe Der Betrieb), Schäffer-Poeschel, Stuttgart 1998, ISBN 978-3-7910-1216-2.
- Der Konzern. Betriebswirtschaftliche und rechtliche Grundlagen der Konzernunternehmung, 2. Aufl., Schäffer-Poeschel, Stuttgart 2000, ISBN 978-3-7910-1487-6.
- Das Aufsichtsratsmitglied. Ein Handbuch der Aufgaben, Rechte und Pflichten, 6. Aufl., Schäffer-Poeschel, Stuttgart 2002, ISBN 978-3-7910-2158-4.
- mit Martin Wenz (Hrsg.): Die Europäische Aktiengesellschaft. Recht, Steuern und Betriebswirtschaft der Societas Europaea (SE) (= Schriftenreihe Der Betrieb), 2. Aufl., Schäffer-Poeschel, Stuttgart 2005, ISBN 978-3-7910-2266-6.
- ABC des wissenschaftlichen Arbeitens. Erfolgreich in Schule, Studium und Beruf, 3. Aufl., Beck im dtv, München 2005, ISBN 978-3-423-50897-1.
- Information und Berichterstattung des Aufsichtsrats (= Schriftenreihe Der Betrieb), 4. Aufl., Schäffer-Poeschel, Stuttgart 2007, ISBN 978-3-7910-2636-7.
- mit Martin Theisen: Das Kreuz mit den Kreuzfahrten. Luxusreisen um die Welt, BoD, Norderstedt 2017, ISBN 978-3-7431-2399-1.
- mit Martin Theisen: Jenseits der Reling. Mehr Luxusreisen um die Welt. Band II, BoD, Norderstedt 2017, ISBN 978-3-7448-9122-6.
- mit Martin Theisen: Über Bord und unter Deck. Noch mehr Luxusreisen um die Welt. Band III, BoD, Norderstedt 2019, ISBN 978-3-7494-3860-0.
- Wissenschaftliches Arbeiten. Erfolgreich bei Bachelor- und Masterarbeit, 19. Aufl., Vahlen, München 2024, ISBN 978-3-8006-7472-5.